# Rivierenlandronde
De Rivierenlandronde was een LF-route van ongeveer 560 km, waarin de LF4 tussen Scheveningen en Nijmegen en de LF12 tussen Maassluis en Nijmegen werden gekoppeld. Met de LF1 gedeelte Maassluis-Scheveningen ontstonden 2 grote lussen. In 2008 kwam de trajectgids van deze route uit.
De westelijke lus was 270 km lang met daarin de Noordzee, het Groene Hart, de Oude Rijn en een stukje Oude Hollandse Waterlinie en Nieuwe Hollandse Waterlinie.
De oostelijke lus was 290 km lang en volgde de Maas.
Met het vervallen van de bewegwijzering van de LF-routes kwam ook de LF Rivierenlandronde te vervallen.